# Georges Beaucourt
Georges Beaucourt (* 15. April 1912 in Roubaix; † 1. März 2002 in Douai) war ein französischer Fußballspieler.

## Karriere

### Verein
Beaucourt spielte von 1928 bis 1938 für Olympique Lillois. Mit diesem Verein wurde er 1933 französischer Fußballmeister.
1938 sorgte sein Transfer zum RC Lens für 150.000 Franc, einem für die damalige Zeit beachtlichen Betrag, für Aufsehen. Die Saison 1942/43 schloss er mit Lens als Tabellenerster der Nordgruppe ab; ein offizieller französischer Meister wurde während der Kriegs- und Besatzungsjahre nicht ermittelt. In der Saison 1943/44 spielte Beaucourt in einer so genannten „Bundesauswahl“ (équipe fédérale) für EF Lens-Artois, die sich zum Großteil aus Spielern von Racing Lens rekrutierte.
Er spielte bis 1945 für Lens. In den Jahren 1942 und 1943 fungierte er gleichzeitig als Trainer.

### Nationalmannschaft
Bei der Fußballweltmeisterschaft 1934 in Italien gehörte er zum Aufgebot der Bleus, wurde im Vorrundenspiel gegen Österreich (2:3 n. V.) jedoch nicht eingesetzt.
Seinen einzigen Einsatz für die französische Mannschaft hatte er am  13. Dezember 1936 in einem Freundschaftsspiel gegen Jugoslawien.

## Erfolge
- Französischer Meister: 1933, 1943 (Zone Nord, inoffiziell), 1944 (inoffiziell)